# Takaya Kawanabe
Takaya Kawanabe (japanisch 川辺 隆弥 Kawanabe Takaya; * 22. Dezember 1988 in der Präfektur Saitama) ist ein japanischer Fußballspieler.

## Karriere
Kawanabe erlernte das Fußballspielen in der Jugendmannschaft von Omiya Ardija. Seinen ersten Vertrag unterschrieb er 2007 bei Omiya Ardija. Der Verein spielte in der höchsten Liga des Landes, der J1 League. Danach spielte er bei Tanjong Pagar United, FC Jūrmala, Mladost Podgorica und FK Rudar Prijedor.